# Uta (Italia)
Uta (en sardo: Uda) es un municipio de Italia de 8.915 habitantes en la ciudad metropolitana de Cagliari, región de Cerdeña. Está situado a 15 km al noroeste de Cagliari.
De la época prehistórica se conservan algunas nuragas. La iglesia de Santa Giusta, situada en la plaza principal, es de estilo gótico catalán.

## Galería fotográfica

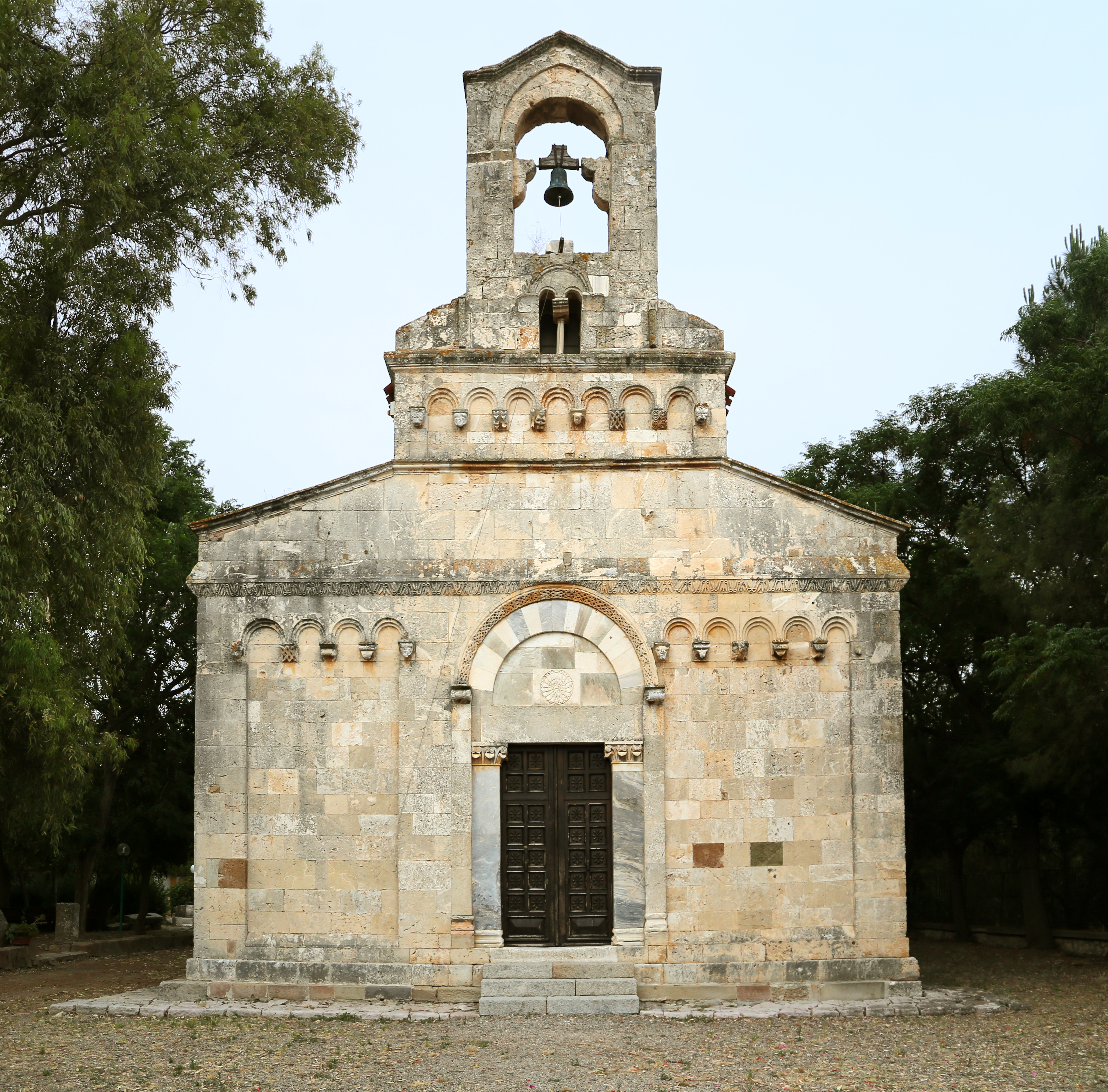
La iglesia de Santa Maria, construida en el siglo XII.
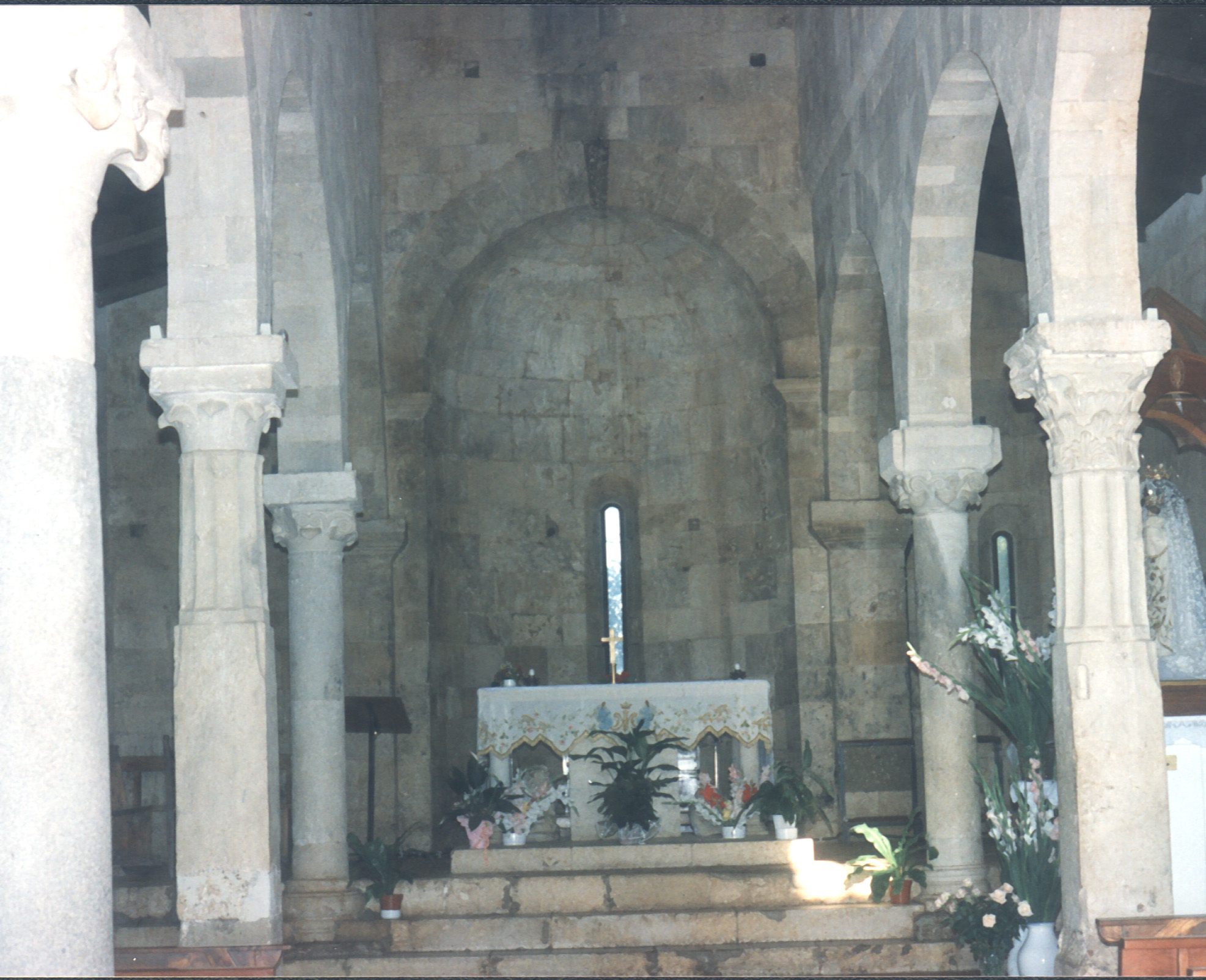
Interior de la iglesia de Santa Maria.
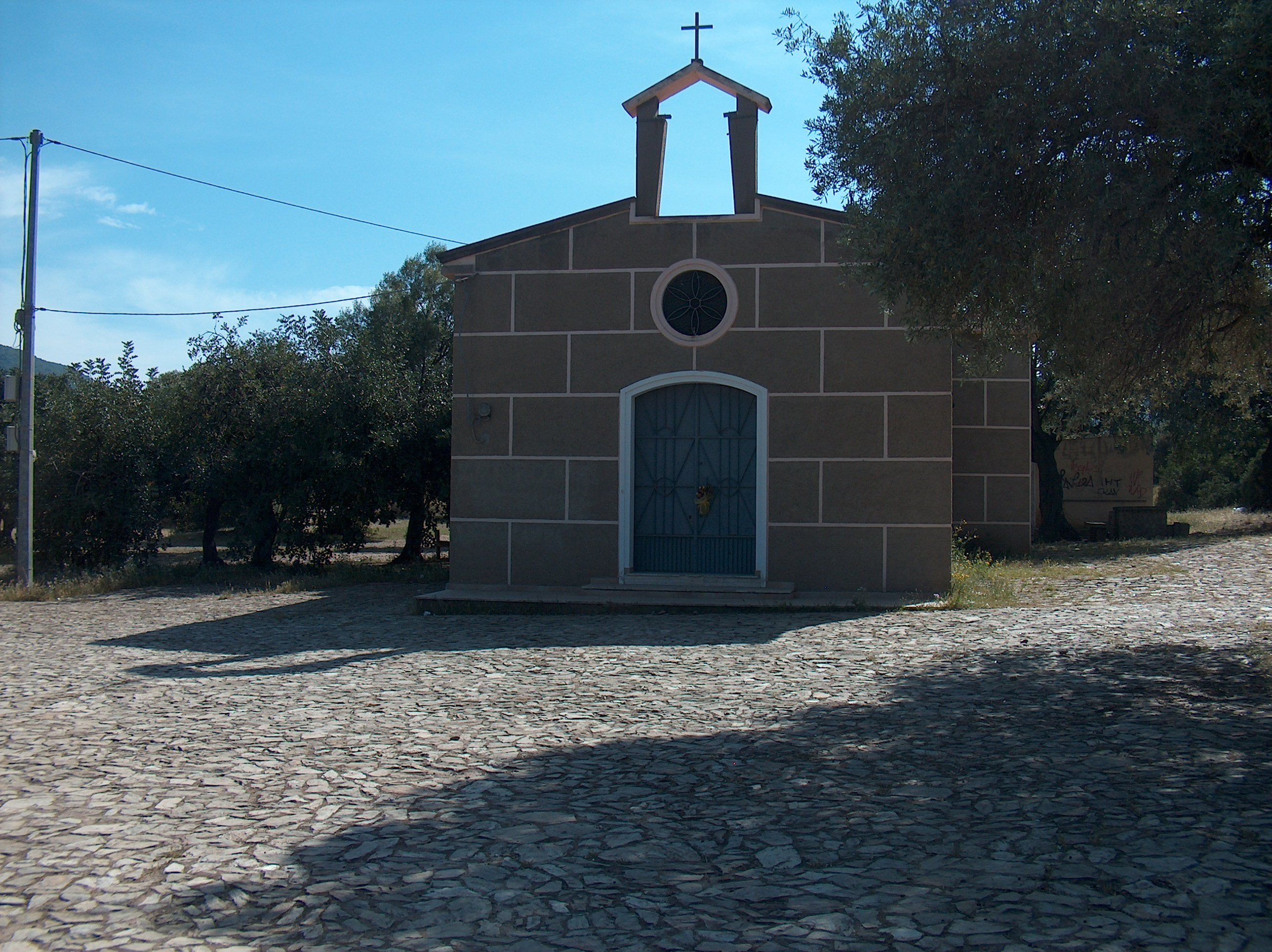
Iglesia de Santa Lucia.

## Evolución demográfica
| Gráfica de evolución demográfica de Uta entre 1861 y 2001 |
|                                                           |
| Fuente ISTAT - Elaboración gráfica de Wikipedia           |